# Петровский, Нестор Мемнонович
 Не́стор Ме́мнонович Петро́вский (1875—1921) — российский филолог, историограф и библиограф. Сын профессора Казанского университета слависта Мемнона Петровича Петровского.

## Биография
Среднее образование получил во второй Казанской гимназии, высшее — в Казанском университете, где он и окончил курс в мае 1897 года. 2 августа того же года оставлен при университете сроком на два года, для приготовления к профессорскому званию. 2 августа 1899 года командирован с учёной целью за границу, сроком на один год. По возвращении в Казань и по прочтении пробных лекций, 2 января 1901 года защитил диссертацию на степень магистра славянской филологии. В 1901—1904 гг. имел поручение преподавать историю славянских литератур.
2 декабря 1917 года избран член-корреспондентом Академии наук, специализация: славянская филология.
Скончался в Казани 6 февраля 1921 года.

## Труды
- К истории русского театра : Комедия о графе Фарсоне / Н. М. Петровский Санкт-Петербург : тип. Н. Н. Скороходова, 1900
- Старинные гравюры к «Книге Бытия» / [Н. Петровский] [Казань] : типо-лит. Ун-та, 1898
- Заметка о сборнике гравюр «Эмблемат духовный» / [Н. Петровский] Казань : типо-лит. Имп. ун-та, 1899
- Из коллекций Казанского городского музея : [Рус. лист. изд. «Описания Иерусалима», рукопись «Истории о Брунцвике», копия с рукописи "Гистории о Францыле] / [Н. П.] Казань : типо-лит. Ун-та, 1901
- О сочинениях Петра Гекторовича. (1487—1572) / Н. Петровский Казань : типо-лит. Имп. ун-та, 1901
- О старинном латинско-русском словаре / [Н. Петровский] Казань : типо-лит. Имп. ун-та, 1901
- Новый список «Комедии о графе Фарсоне» / [Н. Петровский] [Варшава, 1905]
- Первые годы деятельности В. Копитаря / Н. Петровский Казань : типо-лит. Имп. ун-та, 1906
- Serbica. I. О «Землеописании» П. Соларитча. II. Кто был первым публицистом у сербов? / Н. М. Петровский Санкт-Петербург : тип. Имп. Акад. наук, 1906
- Рукописный песенник XVIII века / Н. М. Петровский Санкт-Петербург : тип. Имп. Акад. наук, 1907
- Заявление Н. М. Петровского в Совет Общества археологии, истории и этнографии при Императорском Казанском университете 20 марта 1909 года о передаче коллекций Общества на хранение в Казанский городской музей] / [Н. Петровский] Казань : типо-лит. Имп. ун-та, 1909
- Славянство и мир будущего. Послание славянам с берегов Дуная Людевита Штура. Перевод неизданной немецкой рукописи, с примечаниями В. И. Ламанского. Второе издание с биографией Л. Штура и дополнительными примечаниями проф. Т. Д. Флоринского и портретом автора, под редакцией К. Я. Грота и Т. Д. Флоринского. С.-Пб. 1909. (Издание Общества ревнителей русского исторического просвещения в память императора Александра III. На средства фонда имени графа П. С. Строганова и И. П. Хрущева). 8°, XLVII + 176 с. + 1 портрет : [Рец. / [Н. Петровский] Санкт-Петербург, 1909]
- Новый список «Путешествия» Ф. А. Котова / Н. М. Петровский Санкт-Петербург : тип. Имп. Акад. наук, 1911
- По поводу столетия казанской периодической печати Казань : типо-лит. Имп. ун-та, 1911
- Хронологический цикл болгар : Пер. с англ. / J.B. Bury; С прил. замеч. В. Н. Златарского, пер. с болг.; [Предисл.] Н. Петровский Казань : типо-лит. Имп. ун-та, 1912
- Библиографический список трудов В. Копитаря / Н. М. Петровский Варшава : тип. Варшав. учеб. округа, 1912
- Новый труд по русской библиографии : [О ст. В. Семенникова «Литературная и книгопечатная деятельность в провинции в конце XVIII-го и в начале XIX веков», напеч. в журн. «Рус. библиофил», 1911, № 6-8] / [Н. Петровский] Казань : Типо-лит. Ун-та, 1912
- Энциклопедия славянской филологии. Издание Отделения русского языка и словесности Императорской Академии наук. Под редакцией орд. акад. И. В. Ягича. Вып. 3. Графика у славян: I. И. В. Ягич. Вопрос о рунах у славян. II. П. В. Гардтгаузен. Греческое письмо IX—X столетий. Приложение: четыре таблицы. III. И. В. Ягич. Глаголическое письмо. Приложение: тридцать шесть таблиц. Спб., 1911. Б. 8°. 2 нен. + III + 265 (1-36, 36¹, 36², 36³, 37-262) с. + IV + XXXVI таблиц. Цена 2 рубля (= 4 марки 50 пфеннигов) : [Рец.] / [Н. Петровский] Казань : Типо-лит. Имп. ун-та, 1912
- Идея поэмы «Иоанн Дамаскин» гр. А. К. Толстого / [Н. Петровский] Казань, 1913
- Об экзаменах по истории славянских литератур / [Н. Петровский] Казань : Центр. тип., 1914
- Семенников, В. П. Собрание, старающееся о переводе иностранных книг, учрежденное Екатериной II. 1768—1783 гг. Историко-литературное исследование. Спб., 1913. Б. 8°, 98 + 1 нен. с. + 4 л. снимков : [Рец.] / [Н. Петровский] [Санкт-Петербург] : тип. Имп. Акад. наук, 1914
- Библиографический список печатных трудов Виктора Ивановича Григоровича / Н. П. Петровский Петроград : тип. Акад. наук, 1915
- Русская библиография XVIII века. Пл. работы, предпринятой В. П. Семенниковым. Петроград. 1915. 20 + 2 нен. с. : [Рец. / Н. Петровский Петроград] : тип. Акад. наук, 1915
- В. П. Семенников. Русские сатирические журналы 1769—1774 гг. Разыскания об издателях их и сотрудниках. Спб. Приложение к журналу «Русский библиофил». 1914. Б. 8°. 90 с. : [Рец. / Н. Петровский Санкт-Петербург] : тип. Имп. Акад. наук, 1915
- Грибоедов и Немцевич / Н. М. Петровский Петроград : тип. А. В. Орлова, 1916
- «Молва» 1858 г. : [К истории прекращения изд. газ.] / Н. Петровский Петроград : тип. «Сириус», 1916
- Из заметок о Колларе / Н. М. Петровский Петроград : тип. Акад. наук, 1917
- О новгородских «словенах». (По поводу книги: А. А. Шахматов. Древнейшие судьбы русского племени. Издание русского исторического журнала. Петроград, 1919) // ИОРЯС. Т. XXV. Пг., 1922. С. 362—363.